# Jan Radwański
Jan Radwański herbu Radwan (zm. przed 13 stycznia 1786) – podstoli wołyński w latach 1779–1786, podstoli łucki w latach 1767–1779, miecznik łucki w latach 1765–1767.
Był posłem województwa wołyńskiego na Sejm Repninowski.